# جائزة تركيا الكبرى 2007
جائزة تركيا الكبرى 2007 هو سباق فورمولا 1 أقيم بتاريخ 26 أغسطس 2007 في إسطنبول، تركيا. كان الثاني عشر من أصل 17 في بطولة العالم لسباقات الفورمولا واحد موسم 2007. حلّ البرازيلي فيليبي ماسا أولا بينما جاء الفنلندي كيمي رايكونن في المركز الثاني وحصل على المركز الثالث الإسباني فرناندو ألونسو.

## الترتيب النهائي
|         | الترتيب | السائق         | النقاط |
| ------- | ------- | -------------- | ------ |
|         | 1       | لويس هاملتون   | 84     |
|         | 2       | فرناندو ألونسو | 79     |
| 1       | 3       | فيليبي ماسا    | 69     |
| 1       | 4       | كيمي رايكونن   | 68     |
|         | 5       | نيك هيدفيلد    | 47     |
| المصدر: |         |                |        |